# Aéroport d'Orlando-Sanford
Pour les articles homonymes, voir Aéroport d'Orlando.
Ne doit pas être confondu avec Aéroport international d'Orlando.
L'aéroport d'Orlando-Sanford, code IATA : SFB • code OACI : KSFB • code FAA : SFB,  est le deuxième aéroport international de la ville d'Orlando en Floride, situé à Sanford au nord-est de la ville d'Orlando.

## Situation
| Daytona Beach Fort Lauderdale Fort Myers Gainesville Jacksonville Key West Orlando-Melbourne Miami Orlando Orlando-Sanford Panama City Pensacola Punta Gorda Sarasota-Bradenton St. Augustine St. Petersburg-Clearwater Tallahassee Tampa Valparaiso Palm Beach Naples Vero Beach |

## Statistiques
Pour des raisons techniques, il est temporairement impossible d'afficher le graphique qui aurait dû être présenté ici.

Voir la requête brute et les sources sur Wikidata.